# Ruine Oberes Baliken
Die Ruine Obere Baliken liegt unterhalb des ehemaligen Pilgerhauses «Zum alten Schwert» im Süden des Dorfteils Blattenbach bei  Wald im Schweizer Kanton Zürich.
Baliken ist neben der Burg Bernegg ein Beispiel für eine der Rodungsburgen, die im 12. und 13. Jahrhundert in der Region um Wald errichtet wurden, ohne je eine historische Bedeutung zu erlangen. Die Endung des Namens auf -ikon («bei den Höfen der Leute des X») verweist auf eine (abgegangene) alemannische Siedlung aus dem Frühmittelalter.

## Anlage
Die Ruinen der Höhenburg liegen bei 650 m ü. M. auf einem runden Hügel mit einem Durchmesser von knapp 30 Metern.
Bei Ausgrabungen 1936 wurden Mauerreste eines fünfeckigen Turms entdeckt, was für diese Region einzigartig ist. Die Mauerstärke beträgt ungefähr 1,5 Meter, eine Seitenlänge ist gut 5 Meter lang. Der Zugang erfolgte von Norden über einen breiten Graben, der Eingang wird auf der Südseite vermutet.
Es könnte sich um einen Wohnturm gehandelt haben, der von einem hölzernen Obergaden bedeckt war. Südlich an den Turm könnte sich ein Stall angeschlossen haben. Denkbar ist, dass er von einer Ringmauer umgeben war, auch wenn sich davon keine Spuren erhalten haben.

## Geschichte

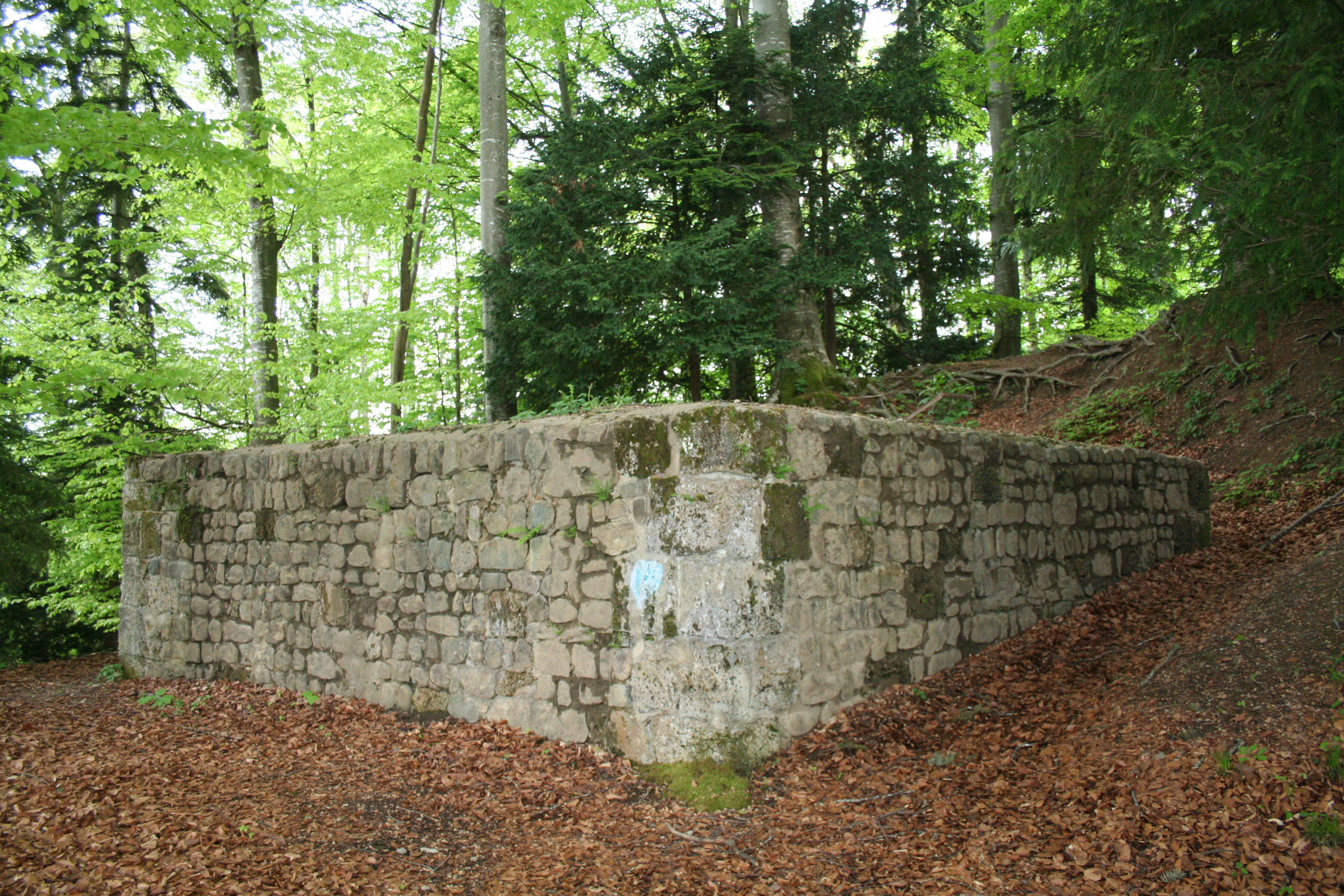
Ansicht von der Talseite

Da weder schriftliche Zeugnisse noch Bodenfunde vorhanden sind, kann die Entstehungszeit der Burg nicht  genau bestimmt werden; angenommen wird eine Zeit um 1200 oder etwas früher. Möglicherweise stand die Erbauung im Zusammenhang mit dem Jakobsweg, der oberhalb der Burg vorbeiführt. Spätestens im Verlauf des 15. Jahrhunderts wurde die Anlage verlassen oder zerstört.

## Unter Baliken
Etwa 800 Meter südwestlich von Ober Baliken stand die Anlage Unter Baliken; direkt nordwestlich oberhalb der Häuser im Grundtal auf einem Hügel zwischen Bahn und Strasse. Sie war von einem doppelten Ringgraben umgeben. Von ihr sind heute keine Mauerreste mehr sichtbar. Ein Teil des nördlichen Vorgeländes fiel dem Bau des Bahneinschnitts zum Opfer.